# Ristar
Ristar (Ristar the Shooting Star i Japan) är ett plattformsspel från 1995 skapat av Sega till Sega Mega Drive och Sega Game Gear, men har på senare tid även portats till Nintendo Gamecube via Sonic Mega Collection och Xbox, Playstation 2 och Windows via Sonic Mega Collection Plus. Spelet var även inkluderat i Sega Mega Drive Collection till Playstation 2 och Playstation Portable. Det går även att köpa Ristar på Wiis Virtual Console.
Spelets hjälte, Ristar, är en humanoid stjärna som kan greppa tag i fiender och väggar med hjälp av sina elastiska armar och sedan stånga till dem med sin kropp. Spelet är en utvecklad version av en prototyp till spelet Sonic the Hedgehog. Från början var Ristar en kanin och spelet var tänkt att heta Feel, men under spelets utveckling blev Ristar sedan en stjärna. I ett stadium var hans namn Volt, men det ändrades senare till Ristar. I västvärlden var han även tänkt att heta Dexstar under en period, men spelet fick till slut heta Ristar.

## Handling
Spelet Ristar utspelar sig i Valdi-solsystemet som ligger i en avlägsen galax. Men plötsligt blir galaxen attackerad av den onde Greedy, som hjärntvättar planeternas ledare till att lyda honom och skapa kaos på Valdis sex planeter. Greedy tillfångatar även Valdis legendariske beskyddare. Innan växtplaneten Flora blir övertaget skickas ett rop på hjälp ut av planetens invånare. Ropet tas emot av den legendariske hjältens son, Ristar, som nu måste återställa freden på de sex planeterna och sedan besegra Greedy.

### Fotnoter
1. ↑  Provo, Frank (16 februari 1995). ”Ristar Review”. GameSpot.com. http://www.gamespot.com/ristar/reviews/6167207/ristar-review/platform/genesis. Läst 25 april 2014.
2. ↑  ”Fond Memories: Ristar”. IGN. http://www.ign.com/articles/2008/10/07/fond-memories-ristar. Läst 5 april 2013.
3. ↑  ”Ristar (Wii Virtual Console / Mega Drive) Review”. Nintendo Life. 5 december 2006. http://www.nintendolife.com/reviews/2006/12/ristar_virtual_console. Läst 25 april 2014.